# Flagge der Kanarischen Inseln

Inoffizielle Flagge mit Wappen
Seitenverhältnis 2:3

Die Flagge der Kanarischen Inseln wurde 1982 im Artikel 6 des Autonomiestatutes der Comunidad Autónoma de Canarias festgelegt: Die Flagge der Kanaren besteht aus drei gleichen, senkrechten Streifen. Die Farben sind, vom Flaggenmast aus gesehen, Weiß, Blau und Gelb.
Die Regelung wurde bei der Neufassung des Autonomiestatutes im November 2018 im Artikel 7 Absatz 1 unverändert beibehalten.
Im „Manual Identidad Corporativa del Gobierno de Canarias“ sind die Farben genau definiert:
- das Blau (azul): Pantone 3005 (RGB 7.104.169)
- das Gelb (amarillo): Pantone 7406 (RGB 255.204.0)

Die im Autonomiestatut festgelegte Flagge enthält kein Wappen der Kanarischen Inseln.

## Anmerkung
1. ↑  La bandera de Canarias está formada por tres franjas iguales en sentido vertical, cuyos colores son, a partir del asta, blanco, azul y amarillo.